# 過海隧道巴士960線
過海隧道巴士960線是由香港九龍巴士營運的巴士路線，來往屯門（建生邨）及會展站，途經良景邨、田景邨、大興邨、紅橋及屯門市中心，取道屯門公路及三號幹線介乎汀九橋至西區海底隧道之路段往返上環、中環、金鐘及灣仔。
過海隧道巴士N960線是960線的通宵版本，來往屯門（建生邨）及會展站，起訖點和途經地區與主線960相同，只於每天深宵及清晨提供單向服務。
本線是屯門區首條專利過海巴士路線，也是新界西北首條提供全日服務的專利過海巴士路線，並與930線成為新界西首兩條提供全日服務的專利過海巴士路線，同時亦是新界西及西隧首條由九巴獨營的全日專利過海巴士路線。

## 簡介及歷史
在西隧通車前，屯門區居民欲前往港島，一般都是乘搭屯門區的接駁地鐵巴士路線轉乘地鐵（現稱港鐵）荃灣綫，或者乘搭輕鐵或九鐵巴士（現稱港鐵巴士）到屯門碼頭轉乘渡輪。如開辦過海隧道巴士路線，必須經由西九龍走廊及紅隧前往，然而該處經常受到交通擠塞影響，由加士居道前往紅隧，往往要費時40至50分鐘，若然途經東隧，又會顯得很迂迴曲折，因此開辦過海路線可謂毫無競爭力可言。
1996年運輸署公佈西隧首批巴士路線，其中一條路線為1994年3月提出的960，原訂路線是來往屯門市中心及金鐘，另外於良景開辦晨早特快線往灣仔碼頭，建議後來將兩線合併成來往良景及灣仔碼頭，但良景巴士總站已爆滿，不能再增加巴士線，結果路線改為來往建生及灣仔碼頭（其原因是由於平日建生邨只有58M，58X及258C早上特別班次），提供屯門建生、良景、大興及屯門市中心來往港島中區及灣仔的巴士服務。本路線於1997年5月1日起隨西隧通車翌日而開辦，成為屯門區首條專利過海巴士路線，以及新界西北首條提供全日服務的專利過海巴士路線，並途經青葵公路及西九龍公路，避開西九龍的塞車黑點，因此本線深受乘客歡迎，開辦首天便創出九巴單日最高客量，達到9500人，而且灣仔碼頭開出尾班車在總站仍有大量候車乘客未能登車之情況下亦告頂閘客滿，要臨時由905線抽調車輛疏導。
本線的出現，令整個新界西區的過海模式出現重大轉變，由於能直接到達港島主要心臟地帶，頓成屯門線王，搶走了不少屯門至中環的渡輪航線乘客（開辦首天渡輪客量大跌73%），原本轉乘地鐵過海的屯門區居民亦紛紛改搭本線，甚至連元朗（包括天水圍）居民都前往屯門乘搭本線過海，因此令本線嚴重飽和，就連非繁忙時間都出現客滿的情況，九巴雖然不斷加班，但仍未能應付需求，結果導致961、968及969要提早於同年10月陸續開辦，本線的飽和現象才得以舒緩。本線最初往港島方向途經德輔道中，後為舒緩德輔道中交通擠塞，1998年10月25日起改經干諾道中，雖然九廣西鐵（現稱港鐵屯馬綫）已於2003年聖誕前通車，但西鐵不能到達港島（需在南昌站轉乘東涌綫），本線顯得直接且方便，因此本線使用量依然保持平穩增長。
另外，本線因應來自民主黨、民建聯的立法會議員的要求和屯門居民的需要，在上班時間推出960S線，而在下班時間亦推出960A和960B線去應付屯門居民的需要。2012年8月6日再加設開往港島東商業區的早上繁忙時間特別班次960X。
- 2013年9月28日：加停屯門公路巴士轉乘站，並與其他路線提供轉乘優惠。
- 2015年3月21日：增設到站時間預報。[3]
- 2015年5月17日：本線港島區總站由灣仔碼頭遷移往灣仔北公共運輸交匯處，以配合灣仔碼頭公共運輸交匯處因港鐵沙中綫工程而封閉，同日起提早兩邊總站的頭班車開出時間[4]。
- 2018年2月12日：灣仔北尾班車延長至01:00開出[5]。
- 2020年10月27日：提早平日建生頭班車至05:00。
- 2022年5月14日：本線港島區總站遷回會展站公共運輸交匯處，往灣仔方向取消菲林明道「香港會議展覽中心」站，往屯門方向取消會議道「灣仔碼頭」站。[6]
- 2023年5月8日：N960線開辦。[7]
- 2024年5月6日：960線每日往建生之頭班車時間提早至06:10。[8]

## 服務時間及班次
960
| 屯門（建生邨）開 | 屯門（建生邨）開 | 屯門（建生邨）開 | 會展站開         | 會展站開    | 會展站開     |
| 日期             | 服務時間         | 班次（分鐘）     | 日期             | 服務時間    | 班次（分鐘） |
| ---------------- | ---------------- | ---------------- | ---------------- | ----------- | ------------ |
| 星期一至五       | 05:00-05:52      | 13               | 星期一至五       | 06:10-08:50 | 20           |
| 星期一至五       | 06:04            | 06:04            | 星期一至五       | 08:50-10:01 | 5-8          |
| 星期一至五       | 06:14-09:40      | 4-9              | 星期一至五       | 10:01-11:00 | 11/12        |
| 星期一至五       | 09:40-10:00      | 10               | 星期一至五       | 11:00-12:15 | 15           |
| 星期一至五       | 10:00-12:00      | 12               | 星期一至五       | 12:28-13:40 | 12           |
| 星期一至五       | 12:00-15:30      | 10               | 星期一至五       | 13:40-15:30 | 10           |
| 星期一至五       | 15:30-15:54      | 8                | 星期一至五       | 15:30-23:00 | 5-9          |
| 星期一至五       | 15:54-16:54      | 10               | 星期一至五       | 23:00-00:30 | 10           |
| 星期一至五       | 16:54-18:00      | 11               | 星期一至五       | 00:30-01:00 | 15           |
| 星期一至五       | 18:00-19:30      | 15               |                  |             |              |
| 星期一至五       | 19:30-20:42      | 12               |                  |             |              |
| 星期一至五       | 20:42-22:10      | 9/10             |                  |             |              |
| 星期一至五       | 22:10-23:10      | 12               |                  |             |              |
| 星期六           | 05:10-05:40      | 15               | 星期六           | 06:10-08:50 | 20           |
| 星期六           | 05:52、06:04     | 05:52、06:04     | 星期六           | 08:50-09:00 | 10           |
| 星期六           | 06:14-10:00      | 5-8              | 星期六           | 09:00-09:40 | 8            |
| 星期六           | 10:00-13:00      | 10               | 星期六           | 09:40-10:00 | 10           |
| 星期六           | 13:00-15:36      | 12               | 星期六           | 10:00-13:00 | 12           |
| 星期六           | 15:36-17:35      | 8-9              | 星期六           | 13:00-15:10 | 10           |
| 星期六           | 17:47            | 17:47            | 星期六           | 15:10-20:00 | 5-9          |
| 星期六           | 18:00-19:00      | 15               | 星期六           | 20:00-21:00 | 10           |
| 星期六           | 19:00-21:00      | 12               | 星期六           | 21:00-23:00 | 8/9          |
| 星期六           | 21:00-22:10      | 10               | 星期六           | 23:00-00:30 | 10           |
| 星期六           | 22:10-23:10      | 12               | 星期六           | 00:30-01:00 | 15           |
| 星期日及公眾假期 | 05:10-06:10      | 15               | 星期日及公眾假期 | 06:10-08:00 | 15           |
| 星期日及公眾假期 | 06:10-07:00      | 10               | 星期日及公眾假期 | 08:00-15:00 | 10           |
| 星期日及公眾假期 | 07:00-14:00      | 7-9              | 星期日及公眾假期 | 15:00-20:00 | 6-9          |
| 星期日及公眾假期 | 14:00-16:00      | 10               | 星期日及公眾假期 | 20:00-22:00 | 10           |
| 星期日及公眾假期 | 16:00-18:00      | 8/9              | 星期日及公眾假期 | 22:00-23:00 | 8/9          |
| 星期日及公眾假期 | 18:00-19:00      | 12               | 星期日及公眾假期 | 23:00-00:30 | 10           |
| 星期日及公眾假期 | 19:00-21:00      | 15               | 星期日及公眾假期 | 00:30-01:00 | 15           |
| 星期日及公眾假期 | 21:00-21:22      | 11               |                  |             |              |
| 星期日及公眾假期 | 21:22-23:10      | 12               |                  |             |              |

N960
- 每日會展站開：01:25
- 每日屯門（建生邨）開：04:45

## 收費
全程：$24（960）／$39（N960）
- 西區海底隧道轉車站往會展站：$11.2（960）／$16.1（N960）
- 過西區海底隧道後往會展站：$6.7（960）／$8.9（N960）
- 過西區海底隧道後屯門（建生邨）：$16.7（960）／$25.2（N960）
- 屯門公路轉車站往屯門（建生邨）：$9.7（960）／$12.7（N960）
- 屯門市廣場往屯門（建生邨）：$5.8（960）／$7.8（N960）

| - 本線設有12歲以下小童及65歲或以上長者半價優惠。 - 65歲或以上香港居民使用「樂悠咭」，以及12歲以下合資格殘疾兒童使用「殘疾人士身份」個人八達通繳付車資，均可享有每程$2.0或半價（以較低者為準）的票價優惠；12至64歲合資格殘疾人士使用「殘疾人士身份」個人八達通（包括「樂悠咭」），以及60至64歲香港居民使用「樂悠咭」繳付車資，均可享有每程$2.0或全費（以較低者為準）的票價優惠。 - 65歲或以上長者如使用長者或一般個人八達通繳付車資，則只可享有半價優惠；12至64歲合資格殘疾人士如不使用「殘疾人士身份」個人八達通，以及60至64歲人士如不使用「樂悠咭」繳付車資，必須繳付全費。 - 乘客可以現金或八達通於上車時付款，不設找續。 - 每位成人乘客可免費攜帶最多兩名4歲以下而不佔座位的兒童乘客乘車，超額之4歲以下小童必須繳付小童車費乘車。 - 持有「九巴月票」之乘客在車票有效期內，每日可享最多10程任何九龍巴士及龍運巴士路線（包括本路線，以及聯營路線的九龍巴士／龍運巴士提供的班次；惟乘搭機場「A」及「NA」線則可享原價二七折優惠（不會計算每天10次合資格車程））；而B1線則每日可享最多各2程（不會計算每天10次合資格車程）。 - 九龍巴士、城巴、龍運巴士及陽光巴士全職員工及家屬（不包括外判職員）可免費乘搭本路線，惟必須拍職員或職員家屬八達通。 - 乘客亦可透過多元化電子支付系統（e度嘟）繳付車資，包括使用非接觸式VISA卡、JCB卡、萬事達卡、銀聯卡、美國運通、大來國際、Discover Card、Apple Pay、Google Pay、Samsung Pay、AlipayHK「易乘碼」、支付寶、WeChatHK／微信支付「搭車碼」、銀聯雲閃付「乘車碼」及BOC Pay「乘車碼」。乘客使用此付款方式，使用此支付方式的乘客可享有中途下車之分段收費，以及與其他九巴／龍運獨營路線或聯營線九巴／龍運班次之轉乘優惠，惟不適用於與非九巴／龍運路線之轉乘優惠，亦不能享有「公共交通費用補貼計劃」及「長者及合資格殘疾人士公共交通票價優惠計劃」。 |

## 使用車輛
本線是九巴首條服務屯門區的過海隧道巴士路線，也是新界西北首條全日過海隧道路線，因此得到九巴的重視，開線時派出當時簇新的丹尼士巨龍11米（車牌全部都是HC字頭）行駛，更貼上宣傳本路線的車身廣告，其後巴士車款均是以11米空調巴士為主。後來因客量和耗油量增加問題，於2000年9月，改派配有電子路線牌的「都普版12米丹尼士三叉戟三型」（ATR250-276）行走，而原有的丹尼士巨龍11米巴士則於2000年秋季至2002年中期間分別被調到沙田車廠（大部份都是被調到該廠）及荔枝角車廠。
2003年，因應過海隧道巴士960S線投入服務，本線加入了2輛配亞歷山大ALX500車身的1998年丹尼士三叉戟三型巴士行駛（車牌分別是ATR5/HV6857、ATR13/HV7159）。
本線在2004年前，因為軒尼詩道與菲林明道交界轉彎位的問題，所以行駛本線的低地台巴士只能是丹尼士三叉戟三型巴士，直至2004年，961線換入富豪超級奧林比安12米行駛，加上2008年夏天，原來使用德國製Neoplan Centroliner禁令取消，因此本線開始可以採用富豪超級奧林比安及Neoplan Centroliner行駛。2008年12月17日，荔枝角車廠因應過海隧道巴士的低地台掛牌車必須配備歐盟3型或以上引擎，正式改派富豪超級奧林比安12米行駛本線（ATR198/JM7548→3ASV466/KU6118）。2011年9月，本線將2輛1998年亞歷山大車身丹尼士三叉戟三型巴士調往263，並將7輛2000年至2002年都普車身丹尼士三叉戟三型巴士調往259D，同時從該兩線換入9輛配置歐盟三型引擎的丹尼士三叉戟三型巴士，此外亦包括亞歷山大丹尼士Enviro 500。
由於原掛牌車丹尼士三叉戟行走里數偏高，於2013年5月20日起，本線一口氣換入9輛簇新的配歐盟五型引擎的亞歷山大丹尼士Enviro 500 MMC（車隊編號為ATENU字頭）雙層特低地台空調巴士，其中（ATENU1／RZ5946）為該款巴士的樣版車，原裝於英國亞歷山大丹尼士在蘇格蘭的廠房生產及裝嵌，曾於2012年11月6日於英國伯明翰舉行的「歐洲巴士博覽2012」展出，於2013年2月運抵香港，同年4月23日正式出牌。事隔10天（5月30日）起，陸續再換入同類型13輛巴士，一個月後(6月30日)，再換入同類型7輛巴士，而唯一一部荔枝角廠派車亦於2013年9月換入全新出牌的同款巴士（ATENU71／SE6818），令本路線全線車隊均為該款巴士，進一步提升本線水平。 
現時本線的派車為34輛亞歷山大丹尼士Enviro 500 MMC（7輛12.8米3ATENU及27輛12.8米E6X）及6輛富豪B8L 12.8米（V6X），均屬屯門車廠。本線為屯門區路線車隊最多的路線。本線於平日上午繁忙時間班次最密更達至4分鐘一班，為屯門區班次第四頻密的路線（僅次於58M、59M及59X）。
| 車隊編號  | 車牌   |
| --------- | ------ |
| 3ATENU160 | VN5895 |
| 3ATENU161 | VN6247 |
| 3ATENU179 | VP3112 |
| 3ATENU182 | VP5093 |
| 3ATENU183 | VP6249 |
| 3ATENU210 | VS3195 |
| 3ATENU218 | VS3384 |
| E6X6      | WG9827 |
| E6X7      | WG9863 |
| E6X21     | WH7100 |
| E6X24     | WH7555 |
| E6X28     | WH7736 |
| E6X29     | WJ 657 |
| E6X31     | WJ 843 |
| E6X33     | WJ1792 |
| E6X51     | WM4738 |
| E6X53     | WM7184 |
| E6X55     | WM7696 |
| E6X65     | WM9813 |
| E6X66     | WN 240 |
| E6X85     | WN7061 |
| E6X88     | WN7443 |
| E6X89     | WN7591 |
| E6X102    | WU5714 |
| E6X106    | WU6020 |
| E6X115    | WV 974 |
| E6X118    | WV1080 |
| E6X123    | WV4472 |
| E6X129    | WW1750 |
| E6X130    | WW3259 |
| E6X134    | WW4139 |
| E6X135    | WY9038 |
| E6X136    | WY8832 |
| E6X144    | XM4447 |
| V6X18     | XA4249 |
| V6X21     | XA4344 |
| V6X59     | XE1443 |
| V6X62     | XE1996 |
| V6X63     | XE1954 |
| V6X77     | XE3256 |

## 行車路線

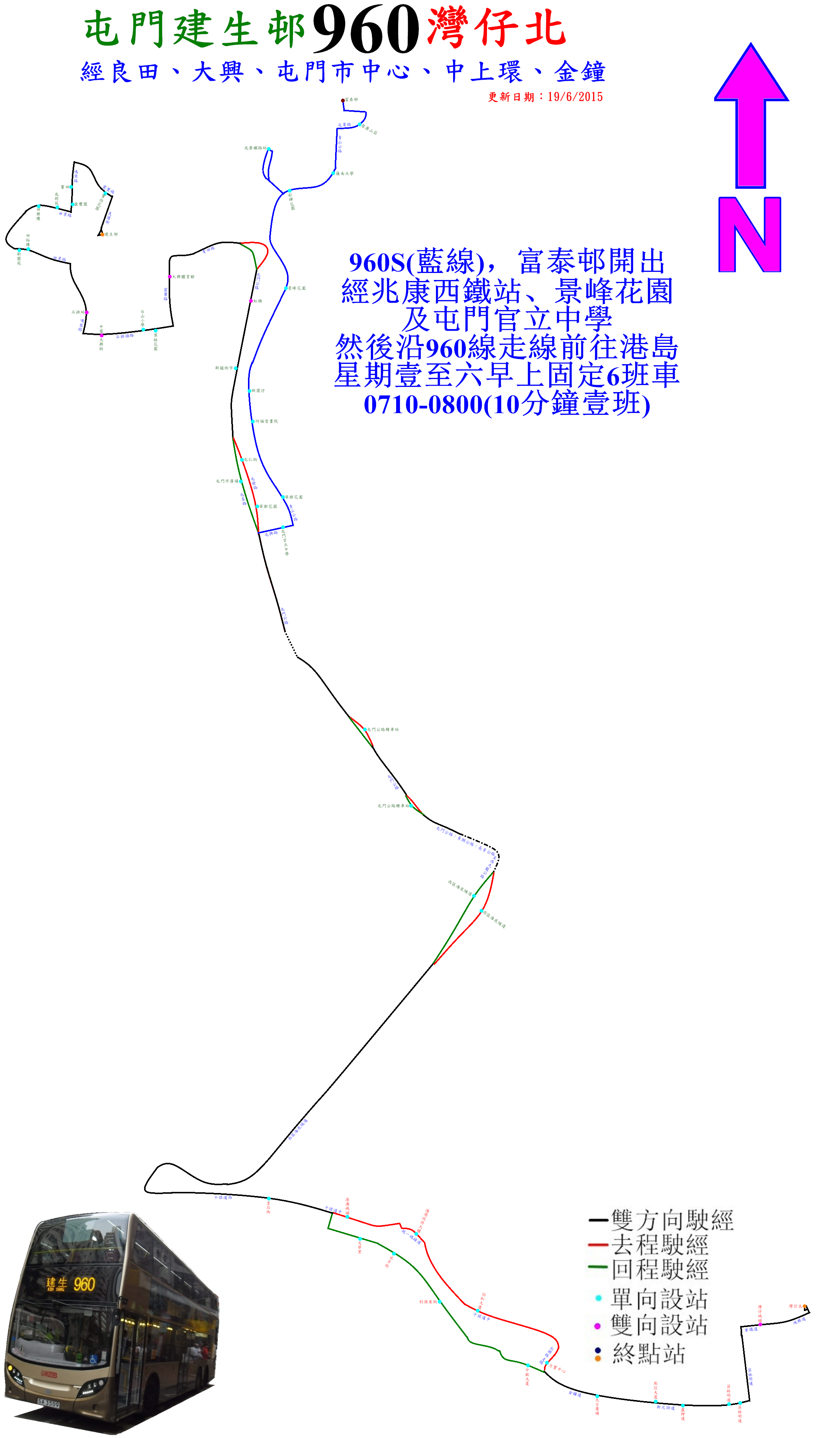
此線及960S的走線圖，當中藍線表示960S才會駛經

960線由屯門（建生邨）開出之班次途經良運街、震寰路、鳴琴路、田景路、鳴琴路、石排頭路、震寰路、青田路、屯門公路、屯發路、屯門公路、屯門公路巴士轉乘站、屯門公路、青朗公路、長青公路、長青隧道、青葵公路、西九龍公路、西區海底隧道、干諾道西、干諾道中、民吉街、統一碼頭道、民吉街、干諾道中、夏愨道、紅棉路支路、金鐘道、軒尼詩道及菲林明道前往會展站；由會展站開出之班次途經鴻興道、菲林明道、軒尼詩道、金鐘道、德輔道中、摩利臣街、干諾道中、干諾道西、西區海底隧道、西九龍公路、青葵公路、長青隧道、長青公路、青衣西北交匯處、青朗公路（汀九橋）、屯門公路、屯門公路巴士轉乘站、屯門公路、屯喜路、屯門公路、青田路、震寰路、石排頭路、鳴琴路、田景路、鳴琴路、震寰路及良運街前往屯門（建生邨），具體停站請參考資訊框。N960線為960線深宵班次，其走線與960線完全相同，具體停站請參考資訊框。

## 客量
960線途經屯門市中心及屯門西北多個屋邨屋苑，加上取道青田路來往大興、良田一帶，定線非常直接，惟因班次過密，非繁忙時間客量較為遜色。